# Sobarocephala dudichi
Sobarocephala dudichi är en tvåvingeart som beskrevs av Soos 1963. Sobarocephala dudichi ingår i släktet Sobarocephala och familjen träflugor.
Artens utbredningsområde är Costa Rica. Inga underarter finns listade i Catalogue of Life.